# 奈良県道1号奈良生駒線
奈良県道1号奈良生駒線（ならけんどう1ごう ならいこません）は、奈良県奈良市から同県生駒市に至る主要地方道に指定された奈良県道である。

## 概要
生駒市を通る区間はわずか700mのみで、残りは奈良市域を占める。

### 路線データ
- 起点：奈良市大森町（大森町交差点、奈良県道754号木津横田線交点）
- 終点：生駒市辻町IC（奈良県道8号大阪生駒線交点）

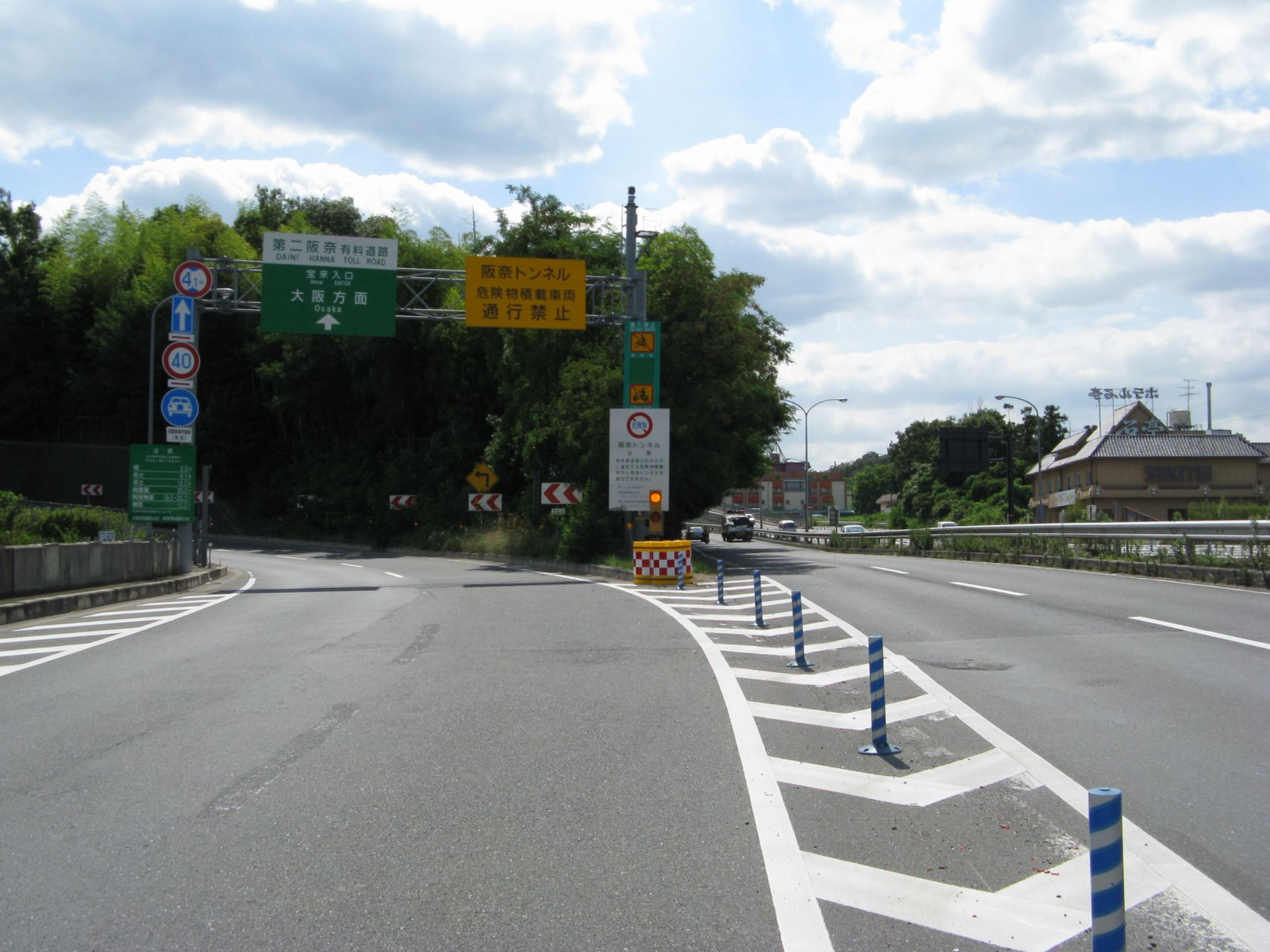
右側が阪奈道路。第二阪奈宝来ランプの大阪方面入口が左に分かれる

## 歴史
- 1976年（昭和51年）4月1日 - 建設省（現・国土交通省）が主要府県道大阪生駒奈良線の一部を奈良生駒線として主要地方道に指定。
- 1977年（昭和52年）
  - 3月29日 - 奈良県が主要県道2号大阪生駒奈良線を主要県道1号奈良生駒線と主要県道2号大阪生駒線（1994年に8号へ改番）に分割。それまで主要県道1号だった奈良津線を廃止。
  - 11月1日 - 一般国道24号奈良バイパスの全通に伴い、一般国道24号・一般国道308号重複区間の奈良市尼辻町（現・三条大路2丁目）～奈良市大森町を主要地方道奈良生駒線へ編入。

## 路線状況

### 別名
- 三条通り
- 阪奈道路

### 重複区間
- 国道24号（奈良市三条大路2丁目交差点 - 奈良市二条大路南1丁目交差点）
- 国道308号（奈良市尼辻北交差点 - 奈良市宝来ランプ）

### 利用状況
平日24時間交通量（2005年度）
| 地点                | 自動車交通量（台） |
| 奈良市四条大路1丁目 | 18,328             |
| 奈良市宝来町        | 66,510             |
| 奈良市三碓町        | 38,602             |

## 地理

### 通過する自治体
- 奈良市
- 生駒市

### 交差する道路
| 交差する道路                                         | 交差する場所 | 交差する場所 | 交差する場所 | 交差する場所     | 備考                                             |
| ---------------------------------------------------- | ------------ | ------------ | ------------ | ---------------- | ------------------------------------------------ |
| 奈良県道754号木津横田線                              | 奈良県       | 奈良市       | 奈良市       | 大森町           |                                                  |
| 国道24号 国道308号                                   | 奈良県       | 奈良市       | 奈良市       | 三条大路2丁目    | ※ここから奈良市二条大路南1丁目まで国道24号と重複 |
| 国道24号 国道369号 大宮通り                          | 奈良県       | 奈良市       | 奈良市       | 二条大路南1丁目  |                                                  |
| 奈良県道9号奈良大和郡山斑鳩線 奈良県道52号奈良精華線 | 奈良県       | 奈良市       | 奈良市       | 二条大路南五丁目 |                                                  |
| 奈良県道52号奈良精華線                               | 奈良県       | 奈良市       | 奈良市       | 尼ヶ辻橋西詰     | ※ここから奈良市宝来まで国道308号と重複           |
| 国道308号                                            | 奈良県       | 奈良市       | 奈良市       | （宝来）         | ※大和中央道交差点                                |
| 国道308号                                            | 奈良県       | 奈良市       | 奈良市       | 阪奈宝来         | ※大和中央道交差点                                |
| 第二阪奈有料道路宝来ランプ                           | 奈良県       | 奈良市       | 奈良市       | （宝来）         |                                                  |
| 奈良県道7号枚方大和郡山線                            | 奈良県       | 奈良市       | 奈良市       | 阪奈三碓         | ※市道を介して接続                                |
| 奈良県道702号大阪枚岡奈良線                          | 奈良県       | 奈良市       | 奈良市       | 富雄IC           |                                                  |
| 国道168号                                            | 奈良県       | 生駒市       | 生駒市       | 辻町IC           |                                                  |
| 奈良県道8号大阪生駒線（大阪・大東方面）              |              |              |              |                  |                                                  |

※ 交差する場所の括弧書きは地名、それ以外は交差点名で表示

### 沿線
- 奈良駅
- 平城宮跡
- 帝塚山大学